# Laryovo
Laryovo (Ларёво, en ruso) es un pueblo del óblast de Moscú, Rusia, situada al norte de Moscú. Está ubicada sobre el río Samoryádovka. Población: 64 (2010 est.)

## Miscelánea
- La altitud sobre el nivel del mar de Laryovo es de 179 m.